# Agrostis haenkeana
Agrostis haenkeana é uma espécie de gramínea do gênero Agrostis, pertencente à família Poaceae.